# László Nemes
Dans le nom hongrois Nemes Jeles László, le nom de famille précède le prénom, mais cet article utilise l’ordre habituel en français László Nemes Jeles, où le prénom précède le nom.
Pour les articles homonymes, voir Nemes (homonymie).
László Nemes, né à Budapest (Hongrie) le 18 février 1977, est un réalisateur et scénariste hongrois. Il remporte le Grand prix au Festival de Cannes 2015, ainsi que l'Oscar 2016 du meilleur film étranger pour son film Le Fils de Saul (Saul fia).

## Biographie

### Jeunesse et études
Fils du réalisateur András Jeles titulaire du prix Kossuth, il vit à Budapest, puis entre 1989 et 2003 à Paris. Au cours de ses études universitaires, notamment au sein de l'Institut d'études politiques de Paris (2001),  il étudie l'histoire, la littérature, les relations internationales et l'écriture de scénarios,. 

### Parcours professionnel
Il s'intéresse tôt à la réalisation de films, tournant dès l'âge de 13 ans des films d'horreur dans sa cave à Paris. Ses réalisateurs préférés sont Antonioni, Tarkovski, Kubrick, Ingmar Bergman et Terrence Malick.
Depuis 2001, il est réalisateur et producteur assistant de plusieurs courts et longs métrages en Hongrie et en France. En 2005, il est premier assistant pour le court métrage Avant l'aurore (Before Dawn) de Bálint Kenyeres, puis travaille deux ans comme second assistant de Béla Tarr dans son film L'Homme de Londres,.
En 2006, il réalise en format 35 mm le court métrage Türelem (With a Little Patience), pour lequel il remporte en février 2007 « pour le traitement inhabituel de ce sujet délicat » le prix du meilleur court métrage à la 38e Semaine hongroise du cinéma (hu), est invité au programme de la Mostra de Venise, puis nommé au prix du meilleur court métrage de l'Académie européenne du cinéma. Son deuxième court métrage, The Counterpart de 2008 est également présenté à de nombreux festivals, et obtient entre autres un prix à Bucarest, Bergame et Valence. Ces deux courts métrages ainsi que Az úr elköszön (The Gentleman Takes His Leave) participent en tout à plus d'une centaine de festivals internationaux et remportent plus de trente prix,.
À partir de septembre 2006, il étudie la réalisation à la Tisch School of the Arts de l'université de New York.
À partir de mars 2011, il passe cinq mois à Paris avec une bourse de La Résidence de la Cinéfondation (sous l'égide du Festival de Cannes), dans le cadre de laquelle il peut développer avec la scénariste française Clara Royer le scénario de son film Le Fils de Saul (Saul fia). Ensemble ils continuent le développement du scénario au Jerusalem Internattional Film Lab où ils côtoient des réalisateurs émergents comme le singapourien Junfeng Boo et le français Morgan Simon,.
Il est membre depuis septembre 2008 de l'Académie européenne du cinéma (Prix UIP).
En mai 2016, il est membre du jury des longs métrages lors du 69e Festival de Cannes, présidé par George Miller aux côtés des actrices Kirsten Dunst et Valeria Golino, de la chanteuse Vanessa Paradis, de la productrice Katayoun Shahabi, des acteurs Mads Mikkelsen et Donald Sutherland et du réalisateur Arnaud Desplechin. 
En 2018, son film Sunset est sélectionné à la Mostra de Venise.

## Filmographie

### Assistant
- 2004 : Une vie en l'air d'Emmanuel Malka (court métrage, second assistant)
- 2005 : Avant l'aurore (Before Dawn) de Bálint Kenyeres (court métrage, premier assistant)
- 2007 : L'Homme de Londres de Béla Tarr (second assistant)

### Réalisateur et scénariste
- 1999 : Arrivals (court métrage)
- 2007 : Türelem (With a Little Patience) (court métrage)
- 2008 : The Counterpart (court métrage)
- 2010 : Az úr elköszön (The Gentleman Takes His Leave) (court métrage)
- 2015 : Le Fils de Saul (Saul fia) (premier long métrage)
- 2018 : Sunset (Napszállta)
- 2025 : Orphan (Árva)

## Distinctions
- Semaine hongroise du cinéma (hu) 2007 : Prix du meilleur court métrage pour Türelem
- Festival international du documentaire et du court-métrage de Bilbao 2007 : Prix Mikeldi d'argent pour Türelem
- IndieLisboa (de), festival international de cinéma indépendant de Lisbonne : Prix Onda Curta pour Türelem
- Festival international du film d'Odense 2008 : Grand prix du meilleur film international pour Türelem
- Meilleur court métrage  européen 2008 :
  - Nommé pour Türelem
  - Prix du festival du court métrage de Dráma pour Türelem
- DaKINO, festival international du film de Bucarest 2008 : Grand prix du jury pour The Counterpart
- Mostra de Valence 2009, Cinema Jove : Mention spéciale pour The Counterpart
- Magyar Filmszemle 2010 : Meilleur réalisateur de court-métrage pour Az úr elköszön (prix partagé avec Timea Várkonyi)
- Festival de Cannes 2015 : Grand prix pour Le Fils de Saul
- Golden Globes 2016 : Golden Globe du meilleur film en langue étrangère pour Le Fils de Saul
- Oscars 2016 : Oscar du meilleur film en langue étrangère pour Le Fils de Saul